# 室蘭岳山麓総合公園
室蘭岳山麓総合公園（むろらんだけさんろくそうごうこうえん）は、北海道室蘭市にある公園。愛称は「だんパラ公園」（「家族団らんパラダイス」から命名）。

## 概要
1989年（平成元年）3月に供用を開始した公園面積235,341m2の総合公園である。
室蘭市による総合計画「室蘭岳山麓観光レクリエーションゾーン」の一部に自治省（当時）による「ふるさとづくり特別対策事業」を活用して整備した。鷲別岳（室蘭岳）山麓に位置しており、山頂への登山口にもなっている。公園内にはキャンプ場、運動広場、遊具広場、野外ステージ、パークゴルフ場、テニスコートなどがあるほか、宿泊研修施設（サンパワー380）を設置している。
2025年（令和7年）3月12日、室蘭市は市議会総務委員会で「だんパラスキー場」の2026年度末での廃止に伴い、同スキー場などを管理運営する第三セクター「室蘭リゾート開発」を2026年度末で解散する方針を明らかにした。

## 施設
白鳥ヒュッテ
- 指定管理者は室蘭市体育協会[11]
- 管理棟、物置、水飲場

むろらん高原だんパラスキー場
- 1987年（昭和62年）12月にオープンした[9]。2012年（平成24年）から室蘭市の指定管理施設になっている[8]。
- 1コース（450 m）[9]、2コース（700 m）[9]、平均斜度9度[8]、トリプルリフト1基、ナイター照明あり[12]
- 山の駅ロッジだんパラ
  - 事務室、トイレ、スキー・スノーボードレンタル受付
  - レストラン
- 休憩所

キャンプ場
- テント数100張
- 炊事場1棟
- 野外炉15基

運動広場
- 芝生（15,000 m²）

ちびっこサンパワーハウス
- 乳幼児向け休憩室（遊具、ベビーベッド、授乳スペース、トイレ）

野外ステージ
- 舞台（120 m²）
- スタンド（収容人員2,000人）

グラウンドゴルフ・パークゴルフ場
- 9ホール（パー33・310 m、天然芝）

パターゴルフ場
- 9ホール（パー30・130 m、人工芝）

多目的コート
- A（テニスコート4面、砂入り人工芝）
- B（ゲートボールコート2面、人工芝）

サンパワー380（室蘭岳山麓総合公園宿泊研修施設）
- 1994年（平成6年）4月にオープンした[9]。
- 宿泊（定員100名）[13]
- 食堂（定員100名）[13]
- 中会議室A（定員60名）、中会議室B兼宿泊室（和室）（定員60名）、小会議室（和室）（定員20名）[13]
- 体育館（20 m × 25 m）[13]
- 調理室、浴室、洗面室[13]

## 参考資料
- “室蘭市都市公園条例”. 室蘭市例規集.  室蘭市. 2016年8月4日閲覧。
- “室蘭市都市公園条例施行規則”. 室蘭市例規集.   室蘭市. 2016年8月4日閲覧。
- “だんパラ サンパワー380（室蘭岳山麓総合公園宿泊研修施設）” (PDF).   室蘭リゾート開発. 2016年8月6日閲覧。
- “だんパラ公園（室蘭岳山麓総合公園）” (PDF).   室蘭リゾート開発. 2016年8月6日閲覧。